# Ярополк Ізяславич
Яропо́лк Ізясла́вич (у хрещенні — Петро; ? — 22 листопада 1087) — руський князь з династії Рюриковичів, перший король Русі, третій син Великого князя Київського Ізяслава I Ярославича та польської княжни Гертруди, сестри польського князя Казимира I Відновителя, онук Великого князя Київського Ярослава I Мудрого. Князь Вишгородський (1077-1078), Турівський і Володимирський (1078-1087). Святий Православної церкви.

## Життєпис
Ім'я князю, своєму онуку, дав сам Ярослав Мудрий — на честь свого дядька Ярополка I Святославича, старшого сина Святослава I Хороброго. У ті часи династичне ім'я, як і хрестильне, відігравали важливу роль в ієрархії. Хрещеним Петром він став, мабуть, на честь Святополка I Окаянного (сина згадуваного Ярополка). Це була стратегія ім'янаречення — ім'я надавалося на честь когось і з «претензією» на першість в роді.

### Боротьба з половцями
У 60-х роках XI ст. разом із старшим братом Мстиславом брав активну участь у боротьбі батька, київського та новгородського князя Ізяслава з половцями на чолі з Всеславом Чародієм. Після того, як Всеслав Брячиславович розсварився з триумвіратом Ярославичів (Ізяслав, Святослав і Всеволод), він здійснив 1065 року грабіжницький похід на Псков у Новгородській землі. 1066 року він спустошив сам Новгород, тимчасово захопивши його; у відповідь Ярославичі пограбували Мінськ, а 3 березня 1067 року київсько-чернігівсько-переяславські дружини розбили Всеслава у битві на річці Немига.
10 липня того ж року батько Ярополка захопив у полон самого полоцького князя із двома синами й посадив їх у поруб в Києві. Втім невдовзі той був звільнений киянами в ході повстання 1068 року проти князя Ізяслава, який утік закордон. Причиною повстання стала відмова князя видати киянам зброю і коней для продовження боротьби з половцями, які восени 1068 року розбили об'єднані сили Ярославичів на річці Альті і грабували київські землі. Визволивши Всеслава Брячиславича, кияни проголосили його своїм князем, проте ненадовго.
15 вересня Ізяслав разом із синами перебрався до Польщі, де заручившися підтримкою ляхів, і через 6 місяців рушив на Київ. Всеволод, дізнавшись про наближення Ізяслава з військом польського князя Болеслава II Сміливого, утік без битви до Полоцька.
2 травня Ізяслав із поляками ввійшов до Києва і, незважаючи на заступництво молодших Ярославичів, в покарання за образу послав до Києва свого сина Мстислава, який: «…порубав киян, що висікли були (з порубу) Всеслава, числом сімдесят чоловік, а інших осліпив, а (ще) інших він без вини погубив, не учинивши дізнання». Ізяслав посадив у Києві Мстислава, а коли той помер — молодшого сина Святополка. Ізяслав також вибив Всеслава із Полоцька, однак 1071 року той повернув собі Полоцьке князівство. Тоді проти Всеслава, за наказом батька, пішов князь Ярополк Ізяславич, розбивши його поблизу Голотичеська. 1072 року вигнанець остаточно повернув собі свою вотчину й закріпився на полоцькому столі, де правив вже до кінця життя.

### Перший Король Русі

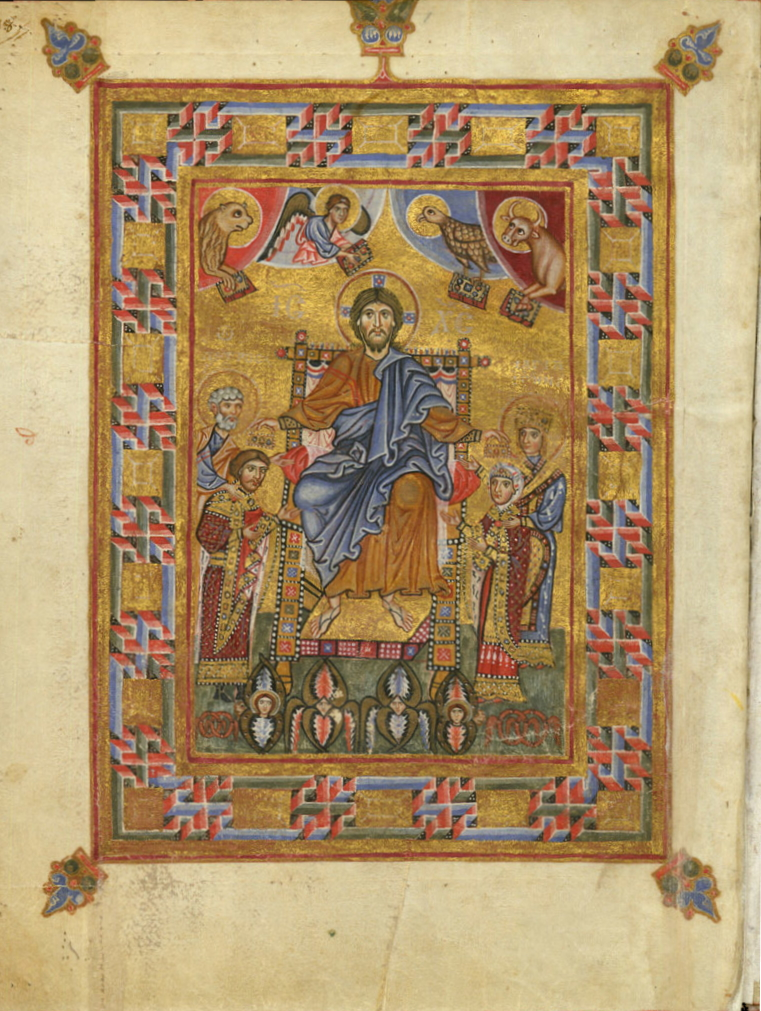
«Христос коронує Ярополка та Ірину»

Незабаром розпочинається міжусобна боротьба поміж братів Ярославовичів. Після того, як 1073 року Великим князем стає Святослав II Ярославич, Ярополк разом зі своїм батьком подався до Польщі, згодом до Німеччини, до цісаря Генріха IV, коли ж той не допоміг повернути київський престол, Ярополк вдався до Риму, де зустрівся з папою Григорієм VII, який підтримав Ізяслава і Ярополка. Про клопотання Ярополка перед папою зберігаються документи у Трірському псалтирі, у якому є мініатюрний портрет Ярополка та його дружини Ірини.
Папа Григорій видав буллу, на початку якої мовилось: «Дмитру (ім'я надане при хрещенні Ізяславу), королю руському, і королеві, дружині його… Ваш син під час відвідування Апостольського престолу хотів отримати королівство як дар святого Петра з наших рук… Ми зійшли до його прохань і прагнень, оскільки вони здалися справедливими, і, крім того, з огляду на вашу згоду передали йому управління вашим королівством як частиною володінь святого Петра».
Отож, Папа коронував у Римі короною Ярополка Ізяславовича і надав йому лен Святого престолу на Руське Королівство (булла папи від 17 квітня 1075 року), за якою влада в Києві повинна була належати Ізяславові та його синові Ярополкові. Через три дні після написання цієї булли папа звернувся з посланням до польського короля Болеслава, в якому картав того за пограбування Ізяслава. 1076 року Ярополк повернувся з батьком до Києва, діставши Вишгородський стіл.
Проте з усіх сторін на нього підпирають інші родичі, що призводить до того, що князь постійно перебуває у війнах за своє князівство. Водночас Ярополк є претендентом на київський стіл, бо після дядька він — єдиний спадкоємець.

### Князівські міжусобиці
1078 року брав участь у боротьбі зі Святославичами, під час якої загинув його батько.
1084 року був вигнаний з Волині Ростиславовичами. Князь Володимир Мономах здобув місто Володимир і передав його Ярополку. Проте, коли Ярополк виступив проти його батька Великого князя Київського Всеволода, Володимир Мономах захопив у Луцьку в полон його дружину й матір, а сам Ярополк змушений був в черговий раз утікати до Польщі.

### Смерть

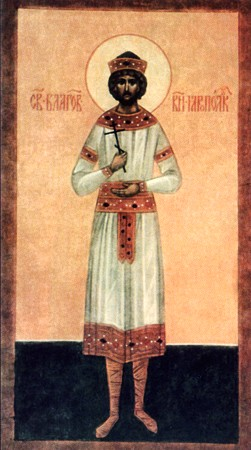
Князь Ярополк Ізяславич

1086 року Ярополк повернувся з Польщі, помирився з Володимиром Мономахом і став князем Володимирським. Але 22 листопада, дорогою до Звенигорода Галицького, Ярополка було вбито найманцем — одним із дружинників, який згодом врятувався втечею у Перемишлі, де правив Рюрик Ростиславович.
Тіло князя-мученика перевезли спочатку до Володимира-Волинського, а 5 грудня честні останки прибули до Києва. Тіло князя зустрічали Великий князь Всеволод Ярославич та митрополит Іоанн II із собором духовенства. Похований князь у Києві, на території сьогоднішнього Михайлівського Золотоверхого собору, у церкві Св. Петра, яку він почав будувати.

## Пам'ять
Ярополк є одним з «творців» культу Бориса і Гліба, апостолів Петра і Павла на наших теренах. Він є першим Королем Русі.
Православна церква згадує св. Ярополка кожного року 4 грудня. Дата канонізації Ярополка невідома, але, очевидно, вона сталась вже у XII ст. Ярополк Ізяславич заповідав незчисленні землі Лаврі. Його життя стало легендарним  — тому саме серед династії наших князів це ім'я посіло почесне місце і вважалося одним з найдостойніших.